# M982 エクスカリバー
M982 エクスカリバー（以前の名称は XM982）は、155mm口径の誘導砲弾である。射程が延長されたこの砲弾はレイセオン・ミサイルシステムズおよびBAEシステムズABにより開発された。このGPS誘導の砲弾は、友軍の兵員から150mから70mといった近接支援の状況でも用いることができる。
アメリカ合衆国では2015会計年度の計画予算19億3,410万USドルにて7,474発の取得を計画した。2015年9月、770発近くのエクスカリバーが戦闘で発射されている。
エクスカリバーは、従来の砲兵用砲弾を代替するための長射程兵器として開発され、より精度の改善されたGPS誘導を備えている。エクスカリバーは仕様に応じて約40kmから57kmの射程を持ち、半数必中界（CEP）はおよそ5mから20mである。射程延長は折畳み式の滑空翼により達成されたもので、これにより投射体は、標的へと向かって弧を描く弾道飛行の頂部から滑空を行うことができる。
本弾薬はアメリカに拠点を置くレイセオン・ミサイルシステムズにより誘導機構が、またスウェーデンの企業であるBAEシステムズ・ボフォースで弾体、基礎構造、弾道及び搭載内容が共同開発された。
エクスカリバーは標準的な弾薬の射程を超えた位置にある目標や、副次被害を最小限化するために投入される。これは火砲からの直射弾道が地形によって妨害される時や、友軍歩兵から範囲150m内の精密射撃に用いられる。この弾薬には多機能信管が装備されており、空中炸裂、固い地面での着発、もしくは目標内部へ貫徹してからの炸裂がプログラムできる。
エクスカリバーの最初の実戦投入は2007年夏のイラクであり、94％の砲弾が標的の近傍4mに着弾するという高度な成功を収めた。この性能は非常に強い印象を与え、アメリカ陸軍は以前の月間生産量18発から150発への生産の増強を計画した。2012年、エクスカリバーは戦闘中の新記録である射程36kmに到達した。
エクスカリバーと火砲との互換性はイギリスのAS-90自走砲、スウェーデン製のアーチャー自走榴弾砲、南アフリカのG6 155mm自走榴弾砲、アメリカ合衆国のM198 155mm榴弾砲/M777 155mm榴弾砲/M109 155mm自走榴弾砲、またドイツのPzH2000自走榴弾砲で確保されている。

## 派生型
このシステムには3種類の派生型が存在している。当初の開発努力はインクリメントIに向けられていた。2013会計年度のマイルストーンCでは、インクリメントIIおよびIIIにつき、2020年までに能力を実証できるよう定められた。
インクリメントI
固定目標に対して用いられる1個の貫通弾頭を有する。
インクリメントIa-1
開発が早められ、射程が縮められたものである。2007年に実戦配備に入った。(XM982)
インクリメントIa-2
射程を延長した砲弾であり、GPS妨害に抵抗する装備を持つ。(M982)
インクリメントIb
全ての機能を搭載し、費用を抑えた量産型の砲弾である。(M982A1)
エクスカリバーS
2013年6月、レイセオンは自社開発でエクスカリバーIbにセミアクティブレーザー照準能力を付け、アップグレードする計画を始めた。このSALシーカーを搭載した砲弾は移動標的を攻撃可能となる予定である。砲撃後に標的は位置を変えるが、副次被害を避けるよう着弾地点を変更できる。
エクスカリバーN5
エクスカリバーSの派生型で、全幅を127mmに小型化した砲弾。駆逐艦や巡洋艦に搭載される海軍の火砲用で、より長射程の誘導砲弾を撃つ能力を与える。またレイセオンはファイア・アンド・フォーゲット任務用のミリ波長シーカーを考慮している。
インクリメントII
移動目標や時間制限のある目標のためにスマート化された弾頭である。おそらく65発のDPICM、もしくは2発のSADARM（目標を自動走査する対戦車子弾）を搭載する。
インクリメントIII
識別投射体である。特定目標の特徴を識別することにより、個々の車輌を走査し、見つけ出し、選択して交戦する（自動目標識別）。

## 経緯
エクスカリバーの開発計画が始まったのは1992年である。1997年5月の運用要求書（ORD）では射程を延長した無誘導弾薬を20万発要求しており、費用は4,000ドル毎発と算出された。また1998年1月23日、テキサス・インスツルメンツ（現レイセオンの1部門）は最初のEMD契約を得た。2001年11月、内容は76,677発に切り下げられ、その後速やかに61,483発へと減少した。しかし開発企業は、1999年のカルギル紛争において、パキスタン側が構築したバンカーに対し、インド軍がロシア製のクラスノポール誘導砲弾を投入したという体験に後押しを受けていた。2004年3月、計画はスウェーデンとアメリカの合同計画として統合され、その内容は、弾道を修正可能な弾薬を製造するというものだった。2004年9月の新しい運用要求書では識別力のある弾薬バージョンが好まれたことから、DPICMの「クラスター爆弾」バージョンが除去されており、計画に反映されていた。この年の後期、アメリカ陸軍では計画された発注数を30,000発へと減らした。2005年5月、500発の緩慢な量産が承認され、レイセオンが2005年6月中に165発を量産するという契約を得た。発注費用は2,210万ドルである。同年9月、この砲弾はアリゾナ州のユマ試験場にて実証試験に成功した。335発のエクスカリバー砲弾の量産、関連試験条項、また各サービスのため、レイセオンは4,270万ドルの契約を獲得した。
2006年8月、環境感度とGPS信号ロックに関する技術的な問題が発見され、期待されていた就役予定日を2007年の春へと延期させた。
9月の試験では、5mもしくはより良好な半数必中界が示された。これは実際的な平均をとっている。

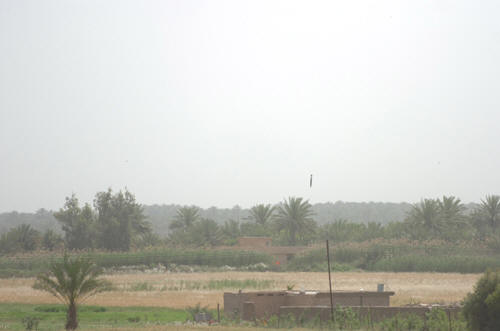
M982 エクスカリバーの最初の実戦投入は2007年5月5日、バグダッド北部の反政府側拠点であることが疑われた家屋に対して行なわれた

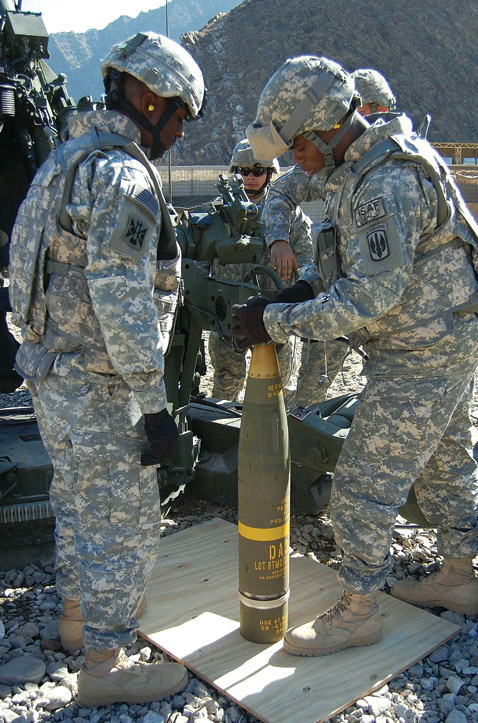
2008年、アフガニスタンにてアメリカ陸軍の砲兵がM982 エクスカリバー砲弾を射撃準備しているところ

インクリメントIa-1は2007年早期に試験を完了し、また同年4月にはアメリカ陸軍が緊急の物資放出を承認することでイラクへの配備を許可した。エクスカリバーがイラクで最初に実戦射撃されたのは2007年5月である。2007年4月の実証試験ではインクリメントIa-2が射程40kmを達成し、また7月にはArmy Acquisition Executive（直訳すれば陸軍調達実行委員会）が、Ia-2の低進行度での量産に移行するというマイルストーンCの決定を承認した。
2008年9月、レイセオンとアライアント・テックシステムズの両社は、インクリメントIbを量産するための競争開発契約を得たが、2010年8月、最終的な製造契約はレイセオンが確保した。2009年3月のインクリメントIa-1砲弾の試射において、ハネウェル慣性測定装置が標準性能に達していないことが判明し、そこでこれはアトランティック・イナーシャル・システムズの供給する部品に交換された。2010年4月、アメリカ陸軍の計画していた発注数は30,000発から6,264発までさらに切り下げられた。これは砲弾の製造費用を充分増加させることとなり、ナン・マッカーディー改正による調査を引き起こした。通常、ナン・マッカーディー違反は計画の危難を示すが、2012年のRAND報告では、単位原価の増加は製造数の削減により引き起こされたと結論した。最新火砲の命中精度が改善されてきていることを理由とし、同様な効果を発揮する少量の砲弾が必要とされた。
本弾薬はスウェーデンからアメリカドルにして5,510万ドル相当の財政支援を受けて開発されており、2010年に砲弾の供給を受けることを期待していた。オーストラリア陸軍では2007年10月に4,000万ドル相当のエクスカリバー砲弾を発注しており、2008年4月、発注は5,800万ドル相当の算定額に修正された。
2008年の段階で砲弾費用は85,000ドルだった。2013会計年度において、アメリカ陸軍は1億2,262万9,000ドル、すなわち53,620ドル/発の費用により2,287発のインクリメントIb砲弾を要望した。しかし、この予算提供の一部は拒否される可能性があった。
エクスカリバーの投入はアメリカ軍地上部隊に、航空機からの爆弾投下のようなものではなく、旅団指揮官に有機的で天候状況による影響を受けることのない精密兵器を与えた。本弾薬は、無誘導砲弾の負うリスクである副次被害や味方撃ちの脅威を排除し、市街環境での砲兵の有用性を呼び戻した。しばしば支援要請は歩兵から50mしか離れておらず、また精度をより良好にすることは、射撃に要求される弾数がより少なくなることを意味した。これは弾薬を供給する補給部隊にかけられた重い負担を軽減させる。アフガニスタンにおけるエクスカリバーは2008年2月に初めて投入された。2012年2月、アフガニスタンのヘルマンド州に配備されたアメリカ海兵隊所属のM777 155mm榴弾砲は、1発のエクスカリバー砲弾の発射に用いられ、海兵隊記録となる36kmの射程で反政府組織の一団を殺害した。
2012年12月、エクスカリバーIb砲弾を低進行度で初めて生産するため、レイセオンは5,660万ドルの契約を受けた。2013年9月10日、レイセオンはエクスカリバーIb砲弾の第2ロットを製造するため、5,400万ドルの契約を受けた。エクスカリバーIbは、エクスカリバーIaやIa-2よりも信頼性を改善し、さらに単位原価を安くしている。契約が結ばれた時点で690発以上のエクスカリバー砲弾が戦場に発射されていた。
2014年2月、アメリカ陸軍とレイセオンは、全力生産の前に砲弾の性能と信頼性を確かめるため、試験目標に30発のエクスカリバーIb砲弾を射撃した。砲弾はパラディン自走砲およびM777 155mm榴弾砲から発射され、その射程は7kmから38kmまでだった。各砲弾は目標から平均1.6m以内に着弾した。1発のエクスカリバー砲弾は、10発から50発の無誘導砲弾の投入を必要とする標的に正確に着弾する。2014年4月3日、最後のエクスカリバーIa砲弾が組立てられ、インクリメントIbへの移行が合図された。6,500発以上のIa砲弾がアメリカ軍と海兵隊および幾つかの国際的な顧客に送られた。エクスカリバーIbに対する最初の実戦的な試験と評価（IOT&E）は2014年5月に完了し、全力生産が間近の計画を前進させた。エクスカリバーIbの試験では、着弾に失敗した範囲が平均で2m未満だった。2014年7月31日、レイセオンはエクスカリバーIb砲弾の全力生産を開始するため、5,200万ドルの契約を受けた。
2014年6月、レイセオンは二重モードのGPS/SAL誘導システムを搭載するエクスカリバーS砲弾の射撃試験に成功した。この派生型はレーザー・スポット・トラッカー（LST）をエクスカリバーIb砲弾に組み込んでいる。試験内容は、LSTの榴弾砲からの発射に耐える能力を確認することであり、またGPS座標によって準備動作に入り、それからレーザー照射装置が砲弾を目標へと誘導した。

### エクスカリバーN5
2015年9月、レイセオンはエクスカリバーN5の実弾射撃と誘導飛行試験を実施した。これは155mm口径のエクスカリバー砲弾を、駆逐艦と巡洋艦の艦載砲で用いるために127mmまで小型化するという、自社資金で行なわれた研究である。海軍用の砲弾として選ばれたエクスカリバーの利点は、地上配備の榴弾砲で培われた長年の戦場での成功と派生型間の共通性である。
エクスカリバーIbとN5には70%の共通性があり、99%同一のソフトウェア、そして同じ誘導・航法装置（GNU）を装備している。その主任務は、沿岸にいる兵員の支援のため、陸上の目標に対して軍艦が精密に砲弾を撃てるようにすること、またより長射程かつ安価に高速戦闘艇を破壊することである。
艦載されるMk 45 5インチ砲からの5インチ無誘導砲弾は最大射程が24km、また精密射撃の射程は15kmほどであるが、小型の巡航ミサイルを携行する戦闘艇は28kmから37km離れた位置から発射が可能である。陸上型のように、エクスカリバーN5の誘導フィンは発射後に急速展開され、砲弾を長距離滑空させる。この後、砲弾は目標直前で急落、標的へと滑降する。また砲身長に応じて射程が37kmから48kmまで延伸される。射程は噴進弾（RAP）化により増強されるものの、原価もより高くなる。
機動中の目標を攻撃するため、代替のシーカー、例えば指示のために弾着観測員を必要とするレーザー誘導や、外部誘導を全く必要としないミリ波長のものが追加される可能性がある。

## 使用国

M982を採用した国家は青で表示

### 採用国
- カナダ
- スウェーデン
- アメリカ合衆国 - 陸軍および海兵隊
- ドイツ
- オランダ - 王立陸軍[41]
- オーストラリア
- ウクライナ[42][43][44]

### 導入予定国
- ノルウェー - 対外有償軍事援助のリクエスト待ち

## 関連書籍
- 2012 RAND report goes into detail on the progress of the project